# This Is Love
This Is Love песма је грчке певачице Деми са којом је представљала Грчку на Песми Евровизије 2017. у Кијеву.